# Rijsdijk (Suriname)
Rijsdijk is een plaats in Para in Suriname. Het dorp ligt noordelijk tegen Bernharddorp aan. Het heeft een eigen politiebureau.
Vanuit het dorp vertrekt in westelijke richting de Rijsdijkweg. Verder ligt het aan de Indira Gandhiweg van Paramaribo naar J.A. Pengel International Airport, die van daaruit naar het westen ombuigt en daardoor wel de zuidelijke Oost-Westverbinding wordt genoemd.